# Fundação Mozarteum Internacional

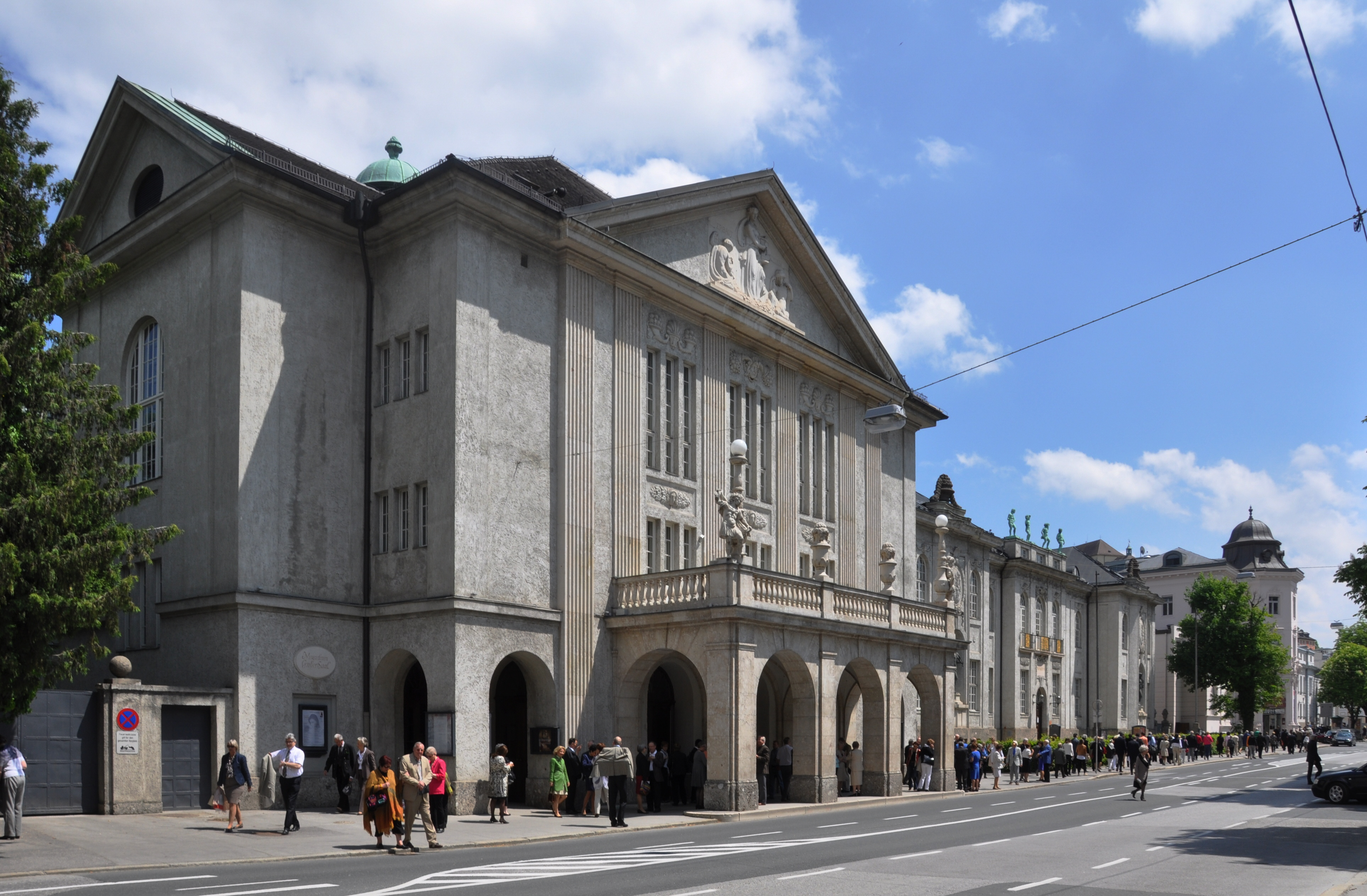
Esta mídia mostra o monumento protegido com o número 46521, na Áustria

Fundação Mozarteum Internacional (em alemão: Internationale Stiftung Mozarteum) é uma fundação criada em 1880 em Salzburgo, Áustria, destinada a conservar o trabalho e divulgar a vida e obra de Wolfgang Amadeus Mozart.
A fundação coleciona roupas, instrumentos e pertences de Mozart, promove e patrocina pesquisas sobre sua vida e mantém uma vasta livraria sobre o músico, compositor e maestro.
Além de patrocinar um grande festival anual — considerado um dos grandes eventos artísticos do calendário europeu de música clássica — onde são executados vários trabalhos do compositor erudito e que sempre coincide com seu aniversário, 27 de janeiro, a fundação outorga diversos prêmios como a Medalha Mozart e o Preis der Internationalen Stiftung Mozarteum.
Em 24 de julho de 2009, a Fundação anunciou ao mundo a descoberta de duas peças de piano inéditas do compositor. As peças serão apresentadas à imprensa internacional no dia 2 de agosto e serão executadas no mesmo piano que pertenceu a Mozart, conservado até hoje pela organização.